# اشلینگ فرنچوزی
اشلینگ فرنچوزی (به انگلیسی: Aisling Franciosi) (متولد ۶ ژوئن ۱۹۹۳) بازیگر ایرلندی است.

## زندگی شخصی
فرنچوزی در ایتالیا بدنیا آمد. او سومین فرزند پدری ایتالیایی و مادری ایرلندی است و به زبان‌های ایرلندی، انگلیسی و ایتالیایی مسلط است. او در دانشگاه ترینیتی فرانسوی و اسپانیایی خوانده‌است.

## جوایز
- ۲۰۱۵: در جایزه فیلم و تلویزیون ایرلند به‌عنوان بهترین بازیگر زن در نقش مکمل در مجموعه سقوط.[۲]

## فیلم‌شناسی

### فیلم
| سال  | نام            | نقش      |
| ---- | -------------- | -------- |
| ۲۰۱۴ | تالار جیمی     | ماری     |
| ۲۰۱۴ | آرزو           | کارآموز  |
| ۲۰۱۸ | بلبل           | کلرکارول |
| ۲۰۲۳ | آخرین سفر دمتر |          |

|-
|۲۰۲۴
|بد حرف نزن
|تیارا
|}
- بازی تاج و تخت در نقش لیانا استارک
- ۲۰۱۲: جزئیات بی‌اهمیت (مجموعه تلویزیونی) درنقش تریش
- ۲۰۱۳–تاکنون: سقوط (مجموعه تلویزیونی) درنقش کیتی بندتو
- ۲۰۱۴ (۱۶ فوریه) کورک (مجموعه تلویزیونی) درنقش فیبی گریفین
- ۲۰۱۵ (۱۹ آوریل) ورا (مجموعه تلویزیونی) درنقش سیگورنی اوبرایان
- ۲۰۱۵: افسانه‌ها (مجموعه تلویزیونی) درنقش کیت کرافورد در فصل ۲
- ۲۰۱۶: رویارویی کوتاه (مجموعه تلویزیونی)